# Roßwein
Roßwein là một thị xã thuộc huyện Mittelsachsen, bang tự do Sachsen, nước Đức. Đô thị Roßwein có diện tích 29,14 km², dân số thời điểm ngày 31 tháng 12 năm 2005 là 7353 người.